# Robin Söder
Robin Söder (født 1. april 1991 i Magra, Alingsås) er en svensk fodboldspiller, der spiller for Lokeren som kant og angriber. 

## Karriere
Söder begyndte sin fodboldkarriere i 1995 i klubben Magra IS. Efter et par år begyndte han at spille for Sollebrunn AIK. Han flyttede fra Magra i en alder af 12 år og begyndte at spille for Morlanda GoIF i Orust. Han skiftede derefter til Stenungsunds IF, hvor han desuden har spillet seniorkampe.

### IFK Göteborg
Han skiftede til ungdomsholdet for de svenske mestre fra IFK Göteborg i december 2007, men begyndte snart derefter at træne og spille med seniortruppen.
Han fik sin debut i Allsvenskan den 1. juli 2008, da han blev skiftet ind i det 82. minut i et 0-2-nederlag hjemme til Trelleborgs FF. Kun elleve dage efter sin debut scorede han sit første mål i Allsvenskan for IFK Göteborg, da han sikrede tre point imod Djurgårdens IF ved at score til 2–1 i det 91. minut.
Efter hans debutsæson blev han kåret som Årets Nykomling ved Fotbollsgalan 2008. De andre nominerede var Sebastian Rajalakso, Rasmus Jönsson og Joel Ekstrand. Samtidig udtalte Hans Nijland fra FC Groningen, at klubben havde lagt et bud på Robin Söder, men at spilleren selv havde afvist tilbuddet.
I januar 2009 blev han kædet sammen med klubber som Werder Bremen, Milan, Bayern München, Palermo og Roma.

### Esbjerg fB
Den 22. august 2014 blev det offentliggjort, at Robin Söder havde skrevet under på en treårig aftale med Esbjerg fB. Han fik sin debut i Superligaen den 31. august 2014, da han blev skiftet ind i stedet for Casper Nielsen i det 46. minut i et 2-0-nederlag til FC Midtjylland. Robin Söder scorede sit første og andet mål i Superligaen den 14. september 2014 i en 3-0-sejr over FC Vestsjælland. Robin Söder spillede 21 kampe og scorede fire mål i sin debutsæson for Esbjerg fB.